# Mioxena blanda
Mioxena blanda là một loài nhện trong họ Linyphiidae. Chúng được Eugène Simon miêu tả năm 1884.